# Cyangugu
Cyangugu je grad u Ruandi, u Zapadnoj provinciji. Sjedište je distrikta Rusizi. Leži na južnom kraju jezera Kivu i samo ga rijeka Ruzizi dijeli od Bukavua u Demokratskoj Republici Kongo. Dva mosta i brana premošćuju rijeku.
Naselje ima dva glavna područja: sami Cyangugu nalazi se na jezerskoj obali i ima nisku gustoću naseljenosti, dok je Kamembe područje gušće naseljenosti, industrijsko i prometno središte u unutrašnjosti. Iz zračne luke Kamembe tri puta tjedno leti avion za Kigali.
Grad se nalazi u blizini šume Nyungwe, popularnog turističkog odredišta i jednog od posljednjih preostalih šumskih područja u Ruandi. Šuma je dom za čimpanze i mnoge druge vrste primata.
Godine 2002. Cyangugu je imao 59.070 stanovnika.